# Просянкин, Григорий Лазаревич
Григорий Лазаревич Просянкин (6 января 1920, Нижнее, Славяносербский уезд, Донецкая губерния — 16 сентября 1998, Севастополь) — советский кораблестроитель, организатор производства, руководитель крупнейших предприятий судостроительной промышленности СССР, один из создателей атомного флота СССР, Герой Социалистического Труда (1971), кавалер трёх орденов Ленина, лауреат Ленинской и Государственной премий СССР, Почётный гражданин Северодвинска. Участник Великой Отечественной войны.
Установил своеобразный рекорд по нахождению на руководящих постах в атомной судостроительной промышленности, в течение трёх десятилетий — директор градообразующих предприятий города Северодвинска, и который для большинства горожан оставался просто «инженером Просянкиным», из-за соблюдения режима секретности в условиях мирового противостояния в виде «холодной войны».

## Биография
Григорий Просянкин родился 6 января 1920 года в селе Нижнее (ныне — Луганской области Украины). 
Участвовал в боях Великой Отечественной войны. В 1942 году Г. Л. Просянкин окончил Николаевский кораблестроительный институт, после чего работал в Молотовске (ныне — Северодвинск) на заводе № 402 (ныне — Северное машиностроительное предприятие), был мастером, начальником участка, начальником ряда цехов.
С 1956 по 1986 год был директором крупных предприятий.

Выйдя в 1986 году на пенсию, проживал в Севастополе.

Могила Г. Л. Просянкина на кладбище «Кальфа» в Севастополе

Умер 16 сентября 1998 года. Похоронен на севастопольском кладбище «Кальфа».

## Директор завода № 893
В июне 1956 года Г. Л. Просянкин был назначен директором завода № 893 (ныне — Центр судоремонта «Звёздочка»). В это время завод ещё строился и не располагал значительными производственными мощностями. Под руководством Г. Л. Просянкина завод успешно освоил ремонт и переоборудование сторожевых кораблей, подводных лодок по заказам ВМФ СССР.
6 ноября 1962 года на завод для ремонта и модернизации пришла первая атомная подводная лодка — К-33.
При заводе было открыто ПТУ, которое готовило рабочих для него. Были значительно расширены производственные площади, построено большое количество объектов социальной сферы.
Под руководством Г. Л. Просянкина был выполнен ремонт и модернизация первого в мире атомного ледокола «Ленин» с выполнением уникальной операции по выгрузке отработанного ядерного топлива.
За заслуги в ремонте атомного ледокола «Ленин» завод был награждён орденом Ленина.
Указом Президиума Верховного Совета СССР от 26 апреля 1971 года за «выдающиеся трудовые достижения в выполнении планов восьмой пятилетки, организацию качественного ремонта и модернизации атомного ледокола „Ленин“» Григорий Просянкин был удостоен высокого звания Героя Социалистического Труда с вручением ордена Ленина и медали «Серп и Молот».

## Директор Севмашпредприятия
В феврале 1972 года Г. Л. Просянкин назначен директором «Северного машиностроительного предприятия» вместо ушедшего на другую работу Е. П. Егорова.
Под его руководством предприятие освоило серийную постройку стратегических атомных подводных лодок второго поколения, находящихся на боевой службе по настоящее время.
Осуществило реконструкцию производства, были построены и сданы ВМФ первые атомные подводные лодки третьего поколения, в том числе не имеющие аналогов в мировой практике кораблестроения АПЛ проектов 685, 941.

## Общественная деятельность
Активно занимался общественной деятельностью, избирался членом горкома и обкома КПСС, депутатом Верховного Совета РСФСР, делегатом XXV съезда КПСС.

## Награды
Постановлением ЦК КПСС и Совета Министров СССР от 18 апреля 1984 года за создание головной атомной подводной лодки третьего поколения Григорию Лазаревичу Просянкину была присуждена Ленинская премия.
Лауреат Ленинской и Государственной (1978) премий. Был награждён тремя орденами Ленина, орденом Отечественной войны 1-й степени и рядом медалей, Почётный гражданин Северодвинска.

## Память

Мемориальная доска, установленная на доме № 10 по проспекту Ленина

На доме № 10 по проспекту им. Ленина в городе Северодвинске, в котором Г. Л. Просянкин прожил свыше 30 лет, установлена мемориальная доска.

В честь Просянкина на острове Ягры названа площадь и установлен бюст.

Площадь Г. Л. Просянкина и его бюст — символизирующий мировое спокойствие планеты Земля при наличии в мировых океанах лопастей атомоходов России

## Галерея

Памятная доска на Площади Просянкина
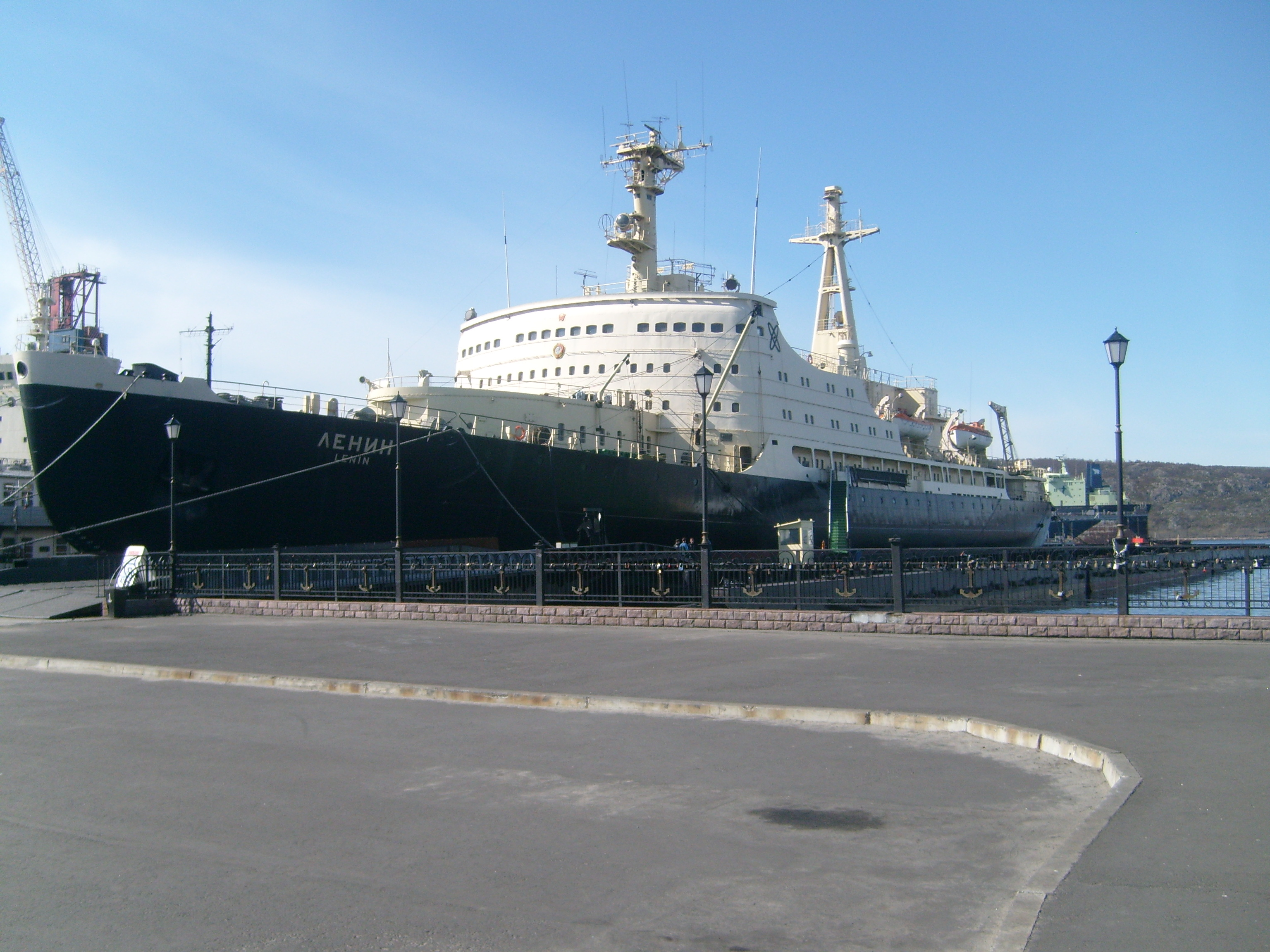
Ледоход "Ленин" — первый атомный ледокол СССР и мира.
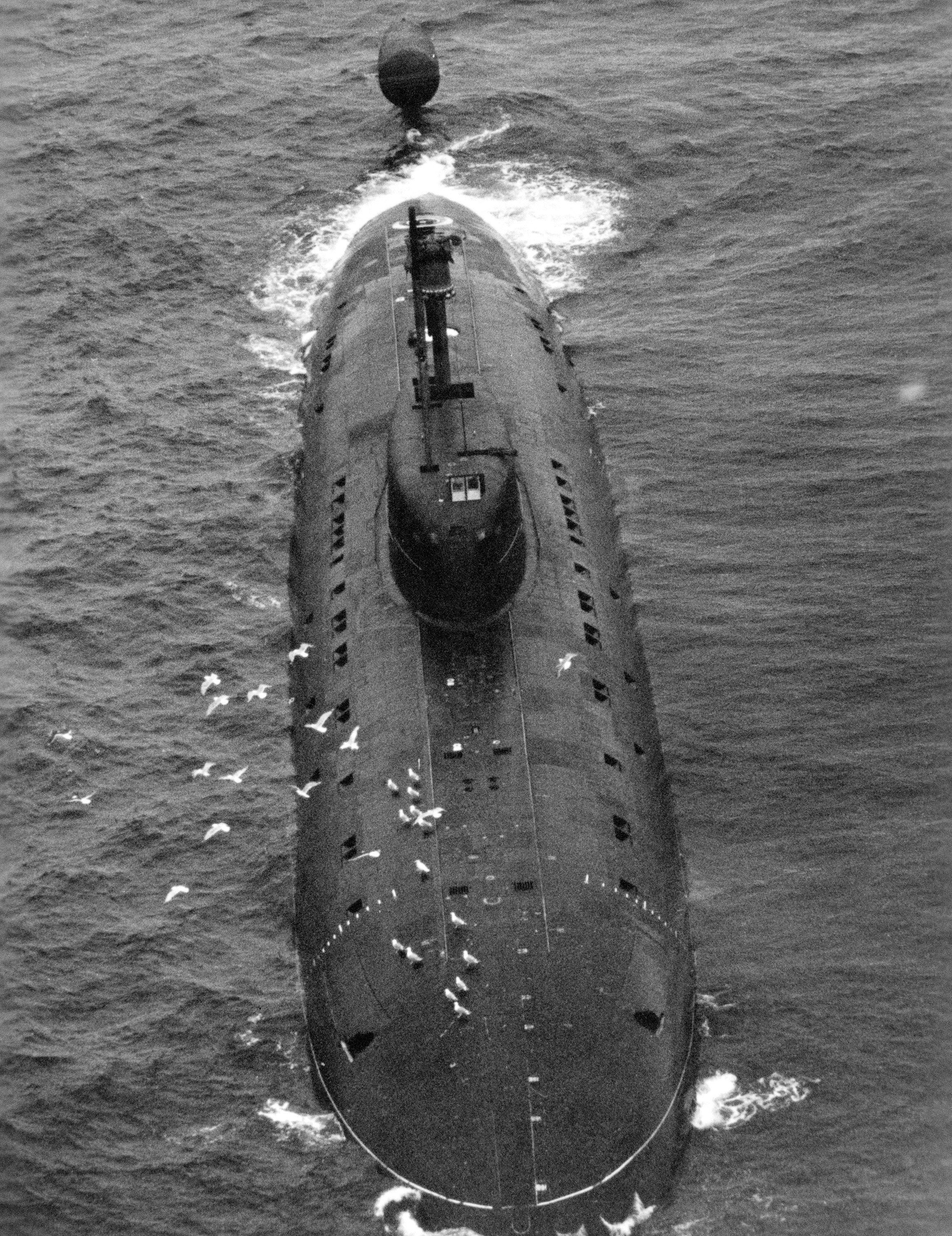
Подводные лодки проекта 945 «Барракуда», прочный корпус которых был изготовлен из титановых сплавов.
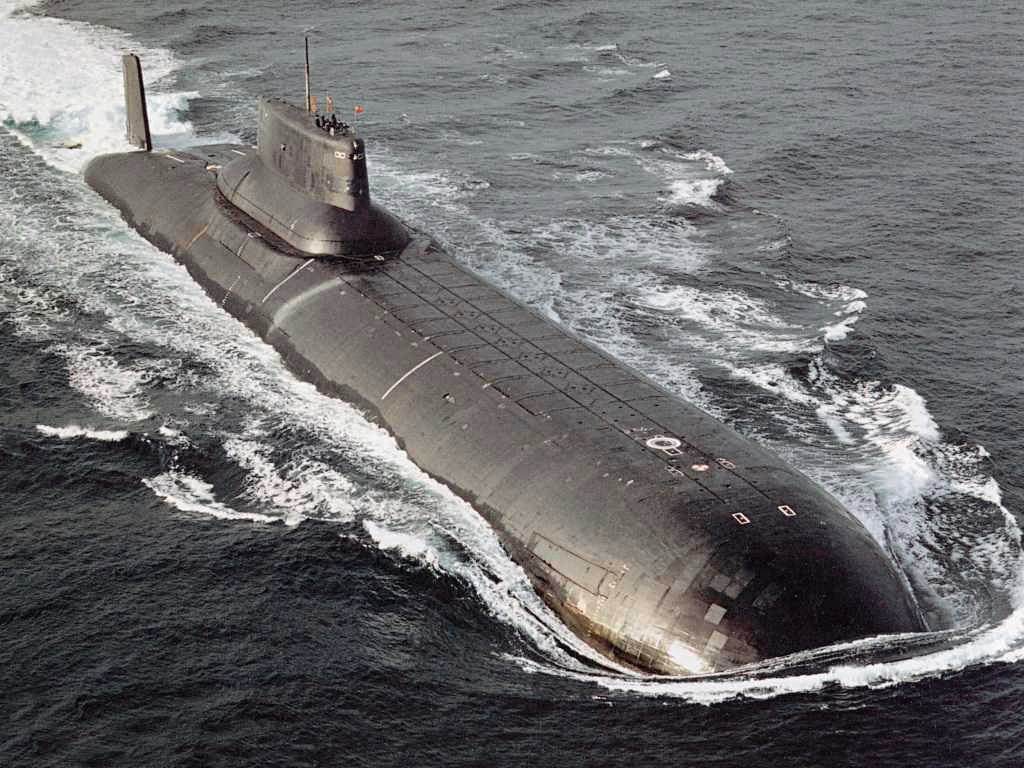
Атомный подводный ракетоносец "Акула".
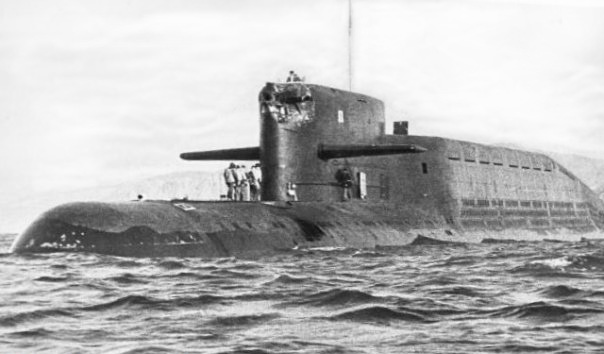
Атомоходы БДР и БДРМ проектов 667.